# Leal Paulistana (canhoneira)
Leal Paulistana, ou simplesmente Paulistana, foi uma canhoneira operada pela Armada Imperial Brasileira. Foi construída no Arsenal de Marinha de Santos e lançada em 25 de janeiro de 1825, sendo entregue no mesmo ano. Em 1826, a embarcação esteve na frota brasileira responsável pelo bloqueio de Buenos Aires, ocasião em que foi aprisionado pelo corsário argentino César Fournier. O navio foi vendido ao governo argentino por 23 mil pesos. Nessa armada, foi rebatizado para Maldonado.